# 蜘蛛侠：迈尔斯·莫拉雷斯
《蜘蛛侠：迈尔斯·莫拉雷斯》是一款由Insomniac Games开发并由索尼互动娱乐发行在PlayStation 4和PlayStation 5上的开放世界动作冒险游戏。本作是2018年发售的《蜘蛛侠》的续作，玩家将操控迈尔斯·莫拉雷斯在纽约市扮演蜘蛛侠，但游戏规模相较于前作会有所减小。游戏在2020年6月的索尼网络直播活动中正式公布，计划于2020年11月12日發售於PS5。遊戲已於2022年11月19日發售於PC平台。

## 故事簡介
在惡魔之息事件的一年後的冬天，與母親一起搬到哈林區生活的高中生麥爾斯·莫拉雷斯正在學著適應新的生活環境，同時他也在彼得·派克的指導下，慢慢學會了該怎樣去當一個新的蜘蛛人。
不過，隨著彼得與瑪莉·珍·華生一同前往國外進行採訪的期間，強勢的新能源供應商「洛桑能源公司」與使用高科技武裝的幫派「地下幫」的鬥爭日益激化，接下蜘蛛人重任的麥爾斯必須要孤身一人防止紐約再次陷入危機，同時也要體會能力與責任的意義。

## 登場人物

### 蜘蛛人一方
「蜘蛛人」麥爾斯·莫拉雷斯（Miles Morales）
本作的主角，接替出國休假的彼得，第一次獨自擔任蜘蛛人的工作。
剛克·李（Ganke Lee）
麥爾斯的好友，少數蜘蛛人的知情者。
莉歐·莫拉雷斯（Rio Morales）
麥爾斯的母親，現正投身選舉之中。
「蜘蛛人」彼得·班傑明·派克
前作的主角，麥爾斯的導師。因為與女友瑪莉·珍·華生約好一起去國外進行採訪，於是將蜘蛛人的職責交給了弟子麥爾斯。

### 反派
「修補匠」菲妮·麥森
麥爾斯的青梅竹馬。最近迅速崛起的高科技武裝幫派「地下幫」的新任首領，為了某個目的與洛桑能源公司作對。
「徘徊者」亞倫·戴維斯
麥爾斯的父親生前遺留的檔案中有紀錄的超級反派，身穿高科技戰服作案多起。實為麥爾斯的叔叔。
犀牛人
穿著犀牛外型的戰服的超級反派，有著超級力量與強悍的身軀。

### 其他
賽門·克里格（Simon Krieger）
洛桑能源公司的CEO，正在主持著利用新能源供應哈林區的新計畫。
諾曼·奧斯朋
前紐約市市長，哈利·奧斯朋的父親。

## 开发历史
《蜘蛛侠：迈尔斯·莫拉雷斯》是Insomniac Games在2019年被索尼互动娱乐收购后公布的首个游戏作品。根据索尼互动娱乐副总裁Simon Rutter的采访，他称本作是前作的“一个扩展包和一个加强版”。不过随后Insomniac Games方面向媒体确认本作是一款独立存在的游戏，不过游戏的规模和尺寸会小于前作，并称“有点像《神秘海域：失落的遗产》之于《神秘海域4：盗贼末路》”。2020年7月10日，索尼放出本作的包装封面，成为首个公布包装盒样式以及封面的PlayStation 5游戏。2020年9月17日，索尼在其网络发布会上宣布游戏将会登陆PlayStation 4平台。

## 評價
| 汇总媒体   | 得分                    |
| ---------- | ----------------------- |
| Metacritic | PS4: 84/100 PS5: 85/100 |